# Limonium sinuatum
Limonium sinuatum, conocida como siempreviva azul, capitana, siempreviva de arenas (Canarias), estátice o statice, es una especie botánica de planta ornamental en la familia de las  Plumbaginaceae.
Por las características de sus hojas y flores, es muy indicada para ser utilizada para la obtención de flores secas y flor cortada, además de como planta ornamental en maceta.

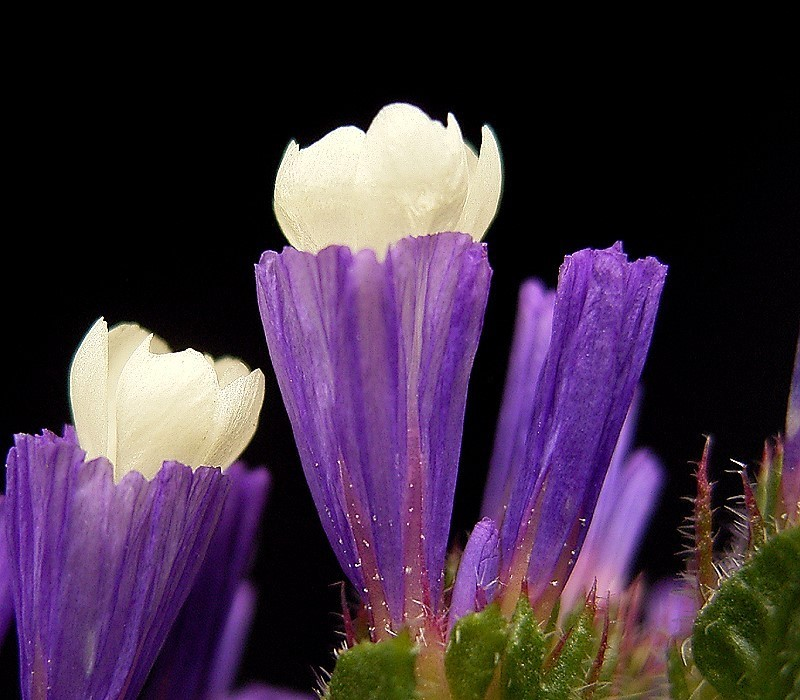
Detalle de la flor

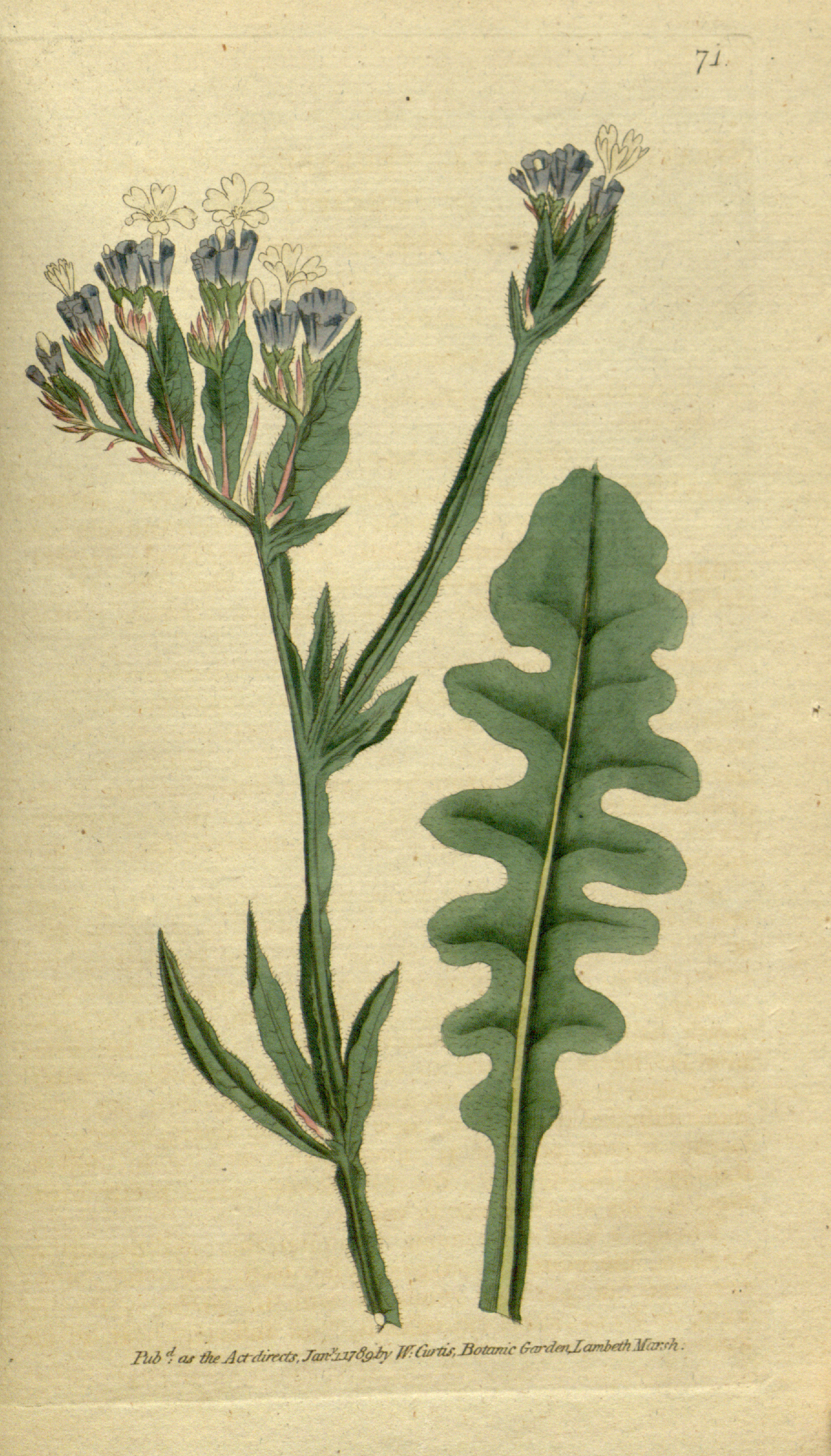
Ilustración

## Morfología
Es una planta perenne, herbácea, que alcanza un tamaño de 15-40 cm de altura. Tallo más o menos recto, híspido, con 4 márgenes alados, en cada nudo con tres apéndices lanceolados, foliáceos, de 1-8 cm de longitud. Todas las hojas en roseta basal, pinnatífida, de 3-15 cm de largo y hasta 1,5 cm de ancho, con 4-7 lóbulos redondos a cada lado, de pubescencia áspera. Inflorescencia en corimbo, densos, terminales, compuestos de 2 hasta 3 radios floridos con 3 brácteas. Bráctea interna de dientes punzantes. El tallo superior alado como una hoja por debajo del corimbo. Cáliz radiado, de 10-14 mm de largo, con margen plegado de color violeta, persistente. Corola radiada, blanca amarillenta o rosa, caediza.

## Vida y reproducción
Es una planta vivaz. Florece en verano y otoño. Empieza a dispersar las semillas al final del verano. Puede reproducirse por esqueje en primavera.

## Hábitat
Costas arenosas y rocosas. Lugares secos y salinos.

## Distribución
Mediterráneo. Desde el norte de África, incluyendo Canarias, y Palestina se extendió por toda Europa mediterránea. Abundante en el sudeste de la península ibérica, en cabo de Gata y Punta Entinas-Sabinar.

## Cultivo
Se cultiva en ocasiones como planta ornamental
El cultivo de Limonium sinuatum a nivel profesional se realiza básicamente en invernaderos. Con ello se consigue su máxima producción, además de poder abastecer el mercado de la flor cortada durante todo el año. Es una especie que se desarrolla muy bien en los suelos salinos, creciendo muy bien en suelos arenosos, aunque puede crecer en todo tipo de suelos, siempre que sean permeables y con buen drenaje.
Por regla general, el tiempo transcurrido desde la plantación hasta la floración varía entre los 100 y 250 días.

## Taxonomía
Limonium sinuatum fue descrita por (L.) Mill. y publicado en The Gardeners Dictionary: . . . eighth edition no. 6. 1768.
Etimología
Limonium: nombre genérico que procede del griego leimon, que significa "pradera húmeda", aludiendo al hábitat de muchas de las especies del género.
sinuatum: epíteto latino sinus que significa "sinuoso", en alusión al limbo de las hojas.
Sinonimia
- Statice sinuata L.
- Taxanthema sinuata (L.) Sweet[6]

## Nombre común
- Castellano: capitana, capitanos, consuelda de Cádiz, flor de paja, mano de hierro, siempreviva, siempreviva azul, siempreviva de flor.[7]